# Édouard-Alfred Martel
Édouard-Alfred Martel (Pontoise, 1 de julio de 1859 - St Thomas la Garde, no lejos de Montbrison, 3 de junio de 1938) fue un abogado francés apasionado de las ciencias naturales y la geografía que es considerado el fundador de la espeleología moderna.

## Biografía

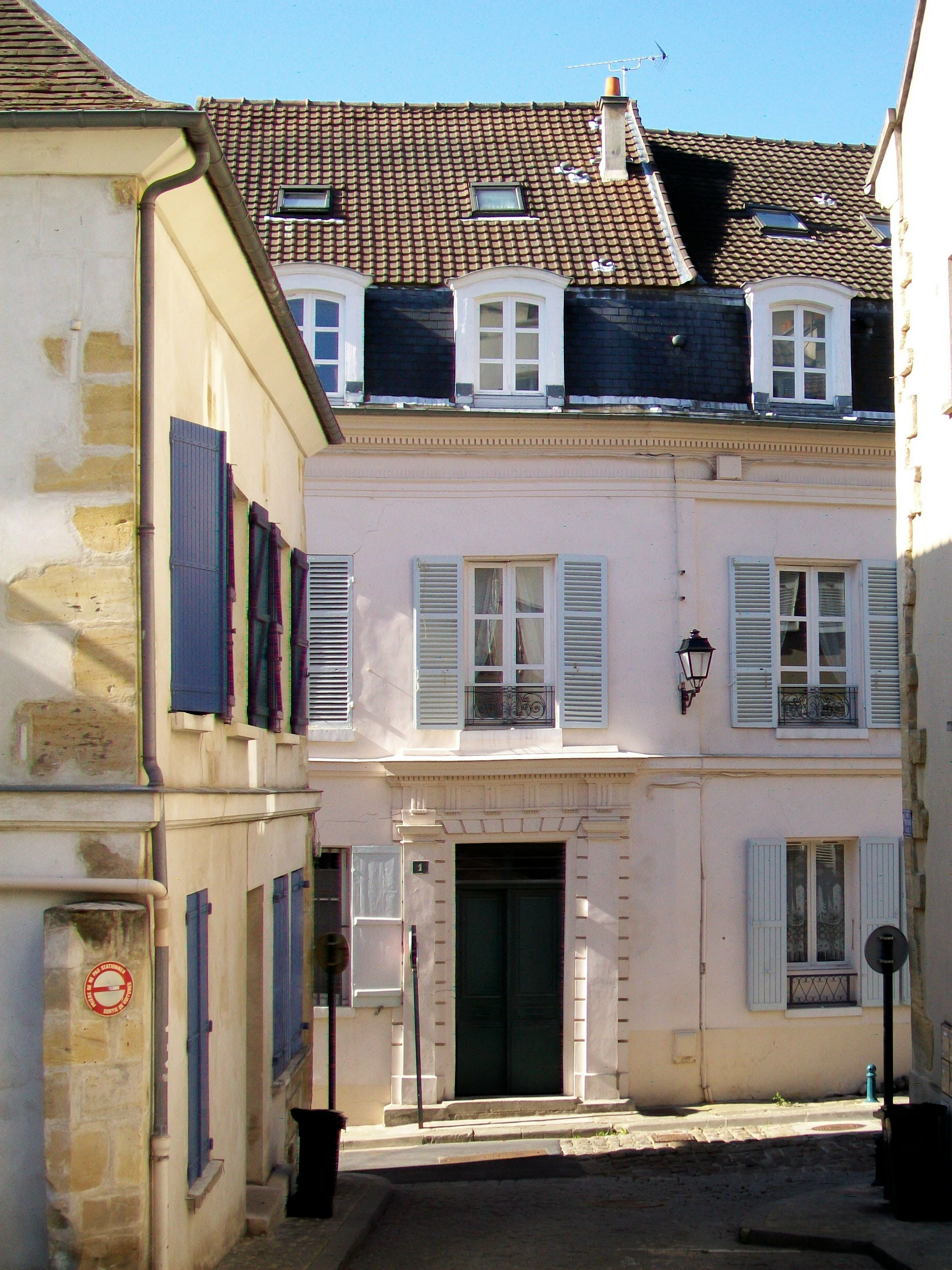
La casa natal de Édouard-Alfred Martel, 1 rue de la forêt, Hardelot, en el centro antiguo de Pontoise.

Édouard-Alfred Martel nació en Pontoise, en Seine-et-Oise el 1 de julio de 1859. Hijo de una familia de abogados, estudió en el Lycée Condorcet en París. Muy joven, se convirtió en un apasionado de la geografía y de las ciencias naturales, y en 1877 ganó el primer premio en el concurso general de geografía. Fue un gran lector de la obra de Jules Verne. En 1866, de vacaciones con sus padres, visitó las grutas de Gargas en los Pirineos. Otros viajes le permitieron recorrer Alemania, Austria e Italia. En 1879, visitó la gruta de Adelsberg, Austria, un vasto conjunto de cuevas.
En 1886, después de terminar su servicio militar, obtuvo la licenciatura de derecho y se convirtió en abogado acreditado en el Tribunal de Comercio del departamento del Sena. Martel consagró su tiempo libre y las vacaciones a viajar a través de Francia. Durante esos viajes, realizó trabajos de cartografía. Desde 1883, se interesó en las mesetas desérticas de los Causses, conformadas por las gargantas del Tarn, del Jonte, del Dourbie y del Lot.
En junio de 1888, comenzó su carrera de espeleólogo en el abismo de Bramabiau (Gard). Se adentra con algunos compañeros en una cavidad rocosa por la que se abisma un arroyo conocido como Bonheur [felicidad] y reaparecen más lejos, en el abismo de Bramabiau. Esta expedición reconoce dos kilómetros de galerías. Ese mismo junio exploró con el mismo equipo la gruta de Dargilan, bordeando las gargantas del Jonte (Lozère) durante un kilómetro y medio. Ha nacido la espeleología.
En 1889, publicó una colección de observaciones, que intituló Les Cévennes, en la que describió esa región y sus bellezas. También visitó la Gouffre de Padirac, cerca de Rocamadour, un amplio y profundo pozo en el Causse de Gramat. Allí descubrió un río subterráneo, a 100 metros de profundidad, y acompañado de su primo Gaupillat, lo exploró con el auxilio de una canoa descubriendo unos dos kilómetros de nuevas galerías.
En julio de 1890, se casó con Aline de Launay, hermana de Louis de Launay, profesor de geología y futuro miembro de la Academia de Ciencias. La colaboración de Louis de Launay proporcionará una base científica a algunas de las publicaciones Martel, incluyendo artículos en la revista La Nature, de la que Martel y Launay serán luego sucesivamente editores jefes. En 1894, publicó Les Abîmes, una obra en la que describió las maravillas del mundo subterráneo que había descubierto y visitado durante las seis campañas que realizó desde 1888 hasta 1893. Durante este período, visitó y enumeró más de 230 cuevas y grutas. Reconoció más de 250 kilómetros de galerías de las que realizó levantamientos y descripciones precisas. Se narran en este libro estas exploraciones hechas en compañía de Louis Armand, uno de sus amigos herreros. Louis Armand tarde se convirtió más adelante en su jefe.
En 1895, amplió su campo de investigación y organizó expediciones en Irlanda e Inglaterra. Descubrió el lago subterráneo de Marble Arch en Irlanda del Norte. En Yorkshire hizo el primer descenso en la sima de Gaping Gill, un pozo regado de 110 m. Ese mismo año, fundó la Sociedad de Espeleología y lanzó un boletín periódico, Spelunca.
En 1896, fue invitado por el archiduque Luis Salvator, primo del emperador austríaco Francisco José. Con su supervisor y compañero Louis Armand, exploró el subsuelo de la isla de Mallorca. En las cuevas del Drach, cerca de Porto Cristo, descubrió el lago subterráneo más grande de la época.
Yendo de hazaña en hazaña, multiplica las exploraciones. Su prioridad fue el subsuelo de los Causses. También explora las grutas y cavernas de las regiones calcáreas de Saboya, del macizo del Jura, de la Provenza y los Pirineos. Ha viajado por toda Europa, Bélgica, Dalmacia, Bosnia y Herzegovina, Montenegro, donde estudió durante el Trebišnjica, el río subterráneo más largo del mundo. También fue a Grecia.
En 1897, décima campaña de excavaciones y descubrimientos con Louis Armand de unos pozos naturales, en el Causse Méjean, en Lozère, que más tarde se convirtió en el Aven Armand. En 1899, dejó finalmente su vida profesional para dedicarse a la investigación científica.
En 1905, exploró el Gran Cañón del Verdon siempre con su maestro y amigo Louis Armand y algunos otros. En la misma época, no pudo reconocer el arte parietal paleolítico (Font de Gaume, Niaux) y se pelea con el abad Henri Breuil, prehistoriador ya célebre.
En 1906, fue el primero en explorar las gargantas de Kakouetta. Fue editor de La Nature de 1905 hasta 1909 y se consagró a la Sociedad de Geografía de París de la que será elegido presidente en 1928. En 1912, visitó durante 3 días la cueva del Mamut, en Kentucky.
Edward Alfred Martel murió el 3 de junio de 1938 en St Thomas la Garde, no lejos de Montbrison, en el Loira.

## Protección del agua
El 14 de julio de 1891, resultó altamente intoxicado después de beber de un bouillon de veau en la gruta de Laberrie, en Catus, en el Lot. Un cadáver de ternero en descomposición había contaminado el agua que Martel había bebido en el resurgimiento, en la fuente de Graudenc, a unos 250 metros al sur a vuelo de pájaro. Dirigió una carta al Prefecto de Lot comunicándole este envenenamiento. En 1894, demostró en Les abîmes que «la presencia de materia en descomposición en el fondo de una sima podría contaminar una fuente distante unos cientos de metros o varios kilómetros». En sus escritos, no cesó de denunciar repetidamente la contaminación del agua por los animales muertos. El 30 de enero de 1899 defendió su caso ante la Cámara de Diputados de Francia.
Gracias a los esfuerzos conjuntos de Martel y del profesor Eugène Fournier, se introdujo el artículo 28 en la ley relativa a la salud pública de 15 de febrero de 1902. Prohibió el arrojo de cadáveres de animales y de detritos putrescibles en las cuevas. Este texto oficial es conocido como la ley de Martel. Más tarde fue derogada y sustituida por otras leyes.
El 5 de enero de 1909, se convirtió en miembro titular del Consejo de Higiene Pública de Francia.

## Títulos y distinciones
- Gran premio de las ciencias físicas otorgado por la Academia de Ciencias de Francia en 1907;
- Oficial de la Legión de Honor recibida el 22 de julio de 1909 (Ministerio de la Guerra, por los servicios prestados en el estudio de cuestiones de higiene militar, epidemias de fiebre tifoidea de Cherbourg y Saint-Brieuc);
- Medalla de Oro des Épidémies (Servicio de Higiene), recibido el 12 de enero de 1922;
- Comandante de la Legión de Honor, recibida el 11 de junio de 1927, durante la ceremonia de inauguración de su propia estatua erigida en la orilla del río Tarn.
- Una de las simas del Parque nacional Jaua-Sarisariñama lleva su nombre en Venezuela, cerca de la frontera con Brasil.

## Influencia internacional
Según Bernard Gèze: 

Fue incontestablemente a Edouard-Alfred Martel a quien se debe el verdadero nacimiento de la Espeleología no solamente en Francia sino en todo el mundo. Los rusos le reconocen como "padre" de sus investigacionesn subterráneas porque ha descrito las cuevas de Transcaucasia; los estadounidenses han oficialmente rendido homenaje a su memoria el día en que, siguiendo sus instrucciones, fueron capaces de encontrar la conexión entre la cueva del Mamut y la de Flint Ridge, en Kentucky, llevando a casi 500 km las galerías topografiadas en una única red cárstica; se han nombrado grutas en su honor hasta en el tipo Karzt y simas Martel en todas partes, incluyendo una de las dos más gigantescas que se conocen en las cuarcitas (Venezuela); hay clubes Martel en toda Europa, y también en Japón y Cuba. Me permito añadir que es ciertamente en recuerdo de él que se me hizo el honor de elegirme, en tanto que francés, como el primer presidente de la Unión Internacional de Espeleología, en su fundación en Ljubljana (Eslovenia) en 1965.
C'est incontestablement à Edouard-Alfred Martel que l'on doit la véritable naissance de la Spéléologie non seulement en France mais dans le monde entier. Les Russes le reconnaissent comme "père" de leurs recherches souterraines car il a décrit des cavernes de Transcaucasie ; les Américains ont officiellement rendu hommage à sa mémoire le jour où, suivant ses directives, ils ont réussi à trouver la liaison entre Mammoth-Cave et Flint-Ridge-Cave dans le Kentucky, portant ainsi à près de 500 km les galeries topographiées dans un seul réseau karstique ; on a dénommé des grottes en son honneur jusque dans le Karzt type et des gouffres Martel un peu partout, y compris pour l'un des deux plus gigantesques qui soient connus dans des quartzites (au Venezuela) ; il y a des clubs Martel dans toute l'Europe, mais aussi jusqu'au Japon et à Cuba. Je me permettrai d'ajouter que c'est certainement en souvenir de lui que l'on m'a fait l'honneur de me choisir, en tant que Français, comme premier président de l'Union Internationale de Spéléologie, lors de sa fondation à Ljubljana (Slovénie) en 1965.

## Obras principales
El trabajo de Martel cuenta con más de 1000 publicaciones.
- Les Cévennes (1890)
- Martel, Édouard-Alfred (1894).  Librairie Ch. Delagrave, ed. Les abîmes. Les eaux souterraines, les cavernes, les sources, la spéléologie : explorations souterraines effectuées de 1888 à 1893 en France, Belgique, Autriche et Grèce (en francés). París. Archivado desde el original el 3 de marzo de 2016. Consultado el 3 de septiembre de 2009. 578 págs
- Le massif de la Bernina - en collaboration avec A. Lorria (1895)
- Irlande et cavernes anglaises (1897)
- Le Trayas et l'Estérel (1899)
- Martel, Édouard-Alfred (1900).  impr. de Durand, ed. La Spéléologie, ou science des cavernes (In-16) (en francés). Chartres. Consultado el 3 de septiembre de 2009. 126 págs
- Martel, Édouard-Alfred (1900).  impr. de Allier frères, ed. Les Cavernes de la Grande-Chartreuse et du Vercors (In-8) (en francés). Grenoble. Consultado el 3 de septiembre de 2009. 87 págs
- Martel, Édouard-Alfred (1901).  Librairie Ch. Delagrave, ed. Le gouffre et la rivière souterraine de Padirac (Lot). Historique, description, exploration, aménagement (1889-1900) (en francés). Paris. Archivado desde el original el 3 de marzo de 2016. Consultado el 3 de septiembre de 2009. 180 págs
- La Photographie souterraine (1903)
- " Carte de l'Estérel " (Touring-Club de France) dressée en 1903 par E. A. Martel avec Mr. P. Boissaye
- La spéléologie au s. XXe (1905)
- Le sol et l'eau : traité d'hygiène - en collaboration avec de Launay, Ogier et Bonjean (1906)
- Martel, Édouard-Alfred (1908).  E. Flammarion, ed. L'évolution souterraine (en francés). Paris. Archivado desde el original el 3 de marzo de 2016. Consultado el 3 de septiembre de 2009. 388 págs
- La Côte d'azur russe (1909)
- Les cavernes et les rivières souterraines de la Belgique (1910) par E. Van Den Broeck, E.-A. Martel & Ed. Rahir - 2 tomes
- Martel, Édouard-Alfred (1928).  0. Doin, G. Doin, ed. Le Nouveau traité des eaux souterraines (en francés). Paris. Archivado desde el original el 27 de agosto de 2016. Consultado el 3 de septiembre de 2009. 838 págs
- Le Nouveau traité des eaux souterraines, 1922
- Les causses et gorges du Tarn, (1926)
- Martel, Édouard-Alfred (1928).  Librairie Ch. Delagrave, ed. La France ignorée. Sud-Est de la France (en francés). Paris. Archivado desde el original el 3 de marzo de 2016. Consultado el 3 de septiembre de 2009. 290 págs
- Les causses majeurs (1936)